# The Residences at Greenbelt
The Residences at Greenbelt est un ensemble résidentiel de trois gratte-ciel situés à Makati aux Philippines :
- The Residences at Greenbelt - Laguna Tower,
- The Residences at Greenbelt - Manila Tower, et
- The Residences at Greenbelt - San Lorenzo Tower.